# I Am Nemesis
I Am Nemesis é o oitavo álbum de estúdio da banda alemã de metalcore Caliban, que foi lançado em 3 de fevereiro de 2012 pela gravadora Century Media.

## Temas
Liricamente, "I Am Nemesis" é uma continuação do último disco da banda, "Say Hello to the Tragedy", e centra-se em questões do mundo como as controversas de muitas vezes esquecidas. O guitarrista Marc Görtz disse:... "O álbum abre novos solo sem esquecer nossas raízes Há novas influências como cintilante melodias de guitarra e grooves técnicos com peso. Foi importante para nós ter um álbum elaborado sem adicionalmente enchimentos, o som do álbum é o melhor que já tivemos, de longe:. ele é pesada e brutal, sem ser caótica".[carece de fontes?] O álbum conta com participações de Marcus Bischoff do Heaven Shall Burn e Mitch Lucker do Suicide Silence.

## Lista da trilha
| Edição padão   |                                                                                                |         |  |
| N.º            | Título                                                                                         | Duração |  |
| 1.             | "We Are the Many" (Com Mitch Lucker do Suicide Silence e Marcus Bischoff do Heaven Shall Burn) | 4:01    |  |
| 2.             | "The Bogeyman"                                                                                 | 3:08    |  |
| 3.             | "Memorial"                                                                                     | 4:19    |  |
| 4.             | "No Tomorrow"                                                                                  | 3:26    |  |
| 5.             | "Edge of Black"                                                                                | 4:58    |  |
| 6.             | "Davy Jones"                                                                                   | 4:06    |  |
| 7.             | "Deadly Dream"                                                                                 | 4:02    |  |
| 8.             | "Open Letter"                                                                                  | 3:38    |  |
| 9.             | "Dein R3.ich"                                                                                  | 3:30    |  |
| 10.            | "Broadcast to Damnation"                                                                       | 3:32    |  |
| 11.            | "This Oath"                                                                                    | 3:29    |  |
| 12.            | "Modern Warfare"                                                                               | 3:22    |  |
| Duração total: | Duração total:                                                                                 | 45:31   |  |

| Special/Limited Deluxe Box Set Edition Bonus CD |                                                              |         |  |
| N.º                                             | Título                                                       | Duração |  |
| 1.                                              | "Shout at the Devil" (Mötley Crüe cover)                     | 3:36    |  |
| 2.                                              | "Sonne" (Rammstein cover)                                    | 3:47    |  |
| 3.                                              | "Feasting on the Blood of the Insane" (Six Feet Under cover) | 4:32    |  |
| 4.                                              | "Die, Die My Darling" (Misfits cover)                        | 3:45    |  |
| 5.                                              | "Blinded by Fear" (At The Gates cover)                       | 2:34    |  |
| 6.                                              | "High Hopes" (Pink Floyd cover)                              | 6:36    |  |
| 7.                                              | "Among the Living" (Anthrax cover)                           | 5:48    |  |
| 8.                                              | "Edge of Black" (Remix)                                      | 3:31    |  |
| Duração total:                                  | Duração total:                                               | 34:08   |  |

## Créditos
Caliban
- Andreas Dörner - vocais
- Denis Schmidt - guitarras, vocais limpos
- Marc Görtz - guitarras
- Marco Schaller - baixo
- Patrick Grün - bateria

Músicos convidados
- Marcus Bischoff (Heaven Shall Burn) - vocais em "We Are the Many"
- Mitch Lucker (Suicide Silence) - vocais em "We Are the Many"
- Benny Richter (The Arc Mercury) - vocais em "We Are the Many", teclados em "Dein R3.ich" e "o The Bogeyman", e produção
- Christoph Koterzina - vocais limpos em "Modern Warfare", backing vocals em "Open Letter"
- As Blood Runs Black - vocais de conjuntos